# 宗谷丸
宗谷丸（そうやまる）は、太平洋戦争終戦直後まで鉄道省（日本国有鉄道の前身）が稚泊連絡船で使用していた貨客船である。

## 概要
稚泊航路に就航していた「壱岐丸」の安全性が問題視されるようになっていたことから1930年12月に「宗谷丸」の建造が決定された。
船名は宗谷海峡に由来する。僚船に「亜庭丸」がある。冬季には流氷に閉ざされる海域で運行されるため、砕氷船として設計された。1942年に「高島丸」が完成するまで日本最大の砕氷船であった。
稚泊連絡船は、北海道稚内と樺太大泊との間を結んでいた。

## 船歴
- 1931年
  - 9月21日 横浜船渠が建造を落札し、85万5800円で契約締結[7]。
  - 12月15日 起工[8]。
- 1932年
  - 6月23日 進水[8]。
  - 12月5日 竣工[8]
  - 12月17日 稚内に到着、その後大泊へ移動[8]。
  - 12月22日 就航[8]。
- 1935年7月下旬 「夏の利尻めぐり納涼船」と称する利尻周遊が実施され、復路の旅客輸送に使用された[9]。
- 1936年
  - 7月3日 能登呂半島で座礁した近海郵船の「弘前丸」から161名を救助[10]
  - 10月 北海道で実施の陸軍特別大演習に際し天皇の地方行幸が行われ、拝謁のための団体輸送に使用された[11]。
- 1937年2月15日 稚内を出航後、流氷に閉じ込められ、推進器翼を破損[12]。
- 1938年
  - 11月11日 稚内付近で強風と高波により流されて座礁[13]。
  - 12月6日 離礁、損傷は軽微であった[13]。
- 1939年2月 稚内港が流氷で封鎖されたため、臨時で大泊・小樽間で運行された[11]。
- 1942年
  - 5月4日 航行中に右舷機の高圧ピストンのジャンクリングとジャンクリング取り付けボールト1本が折損[14]。
  - 5月30日 左舷機の高圧ピストンのジャンクリングが折損[14]。
- 1944年3月7日 大泊を出港後、氷のため稚内に入港できなかったため留萌へ向かい、以後臨時で大泊・浜小樽、次いで大泊・留萌間で運行された[15]。
- 1945年
  - 7月18日 西能登呂岬付近でアメリカ海軍潜水艦の攻撃を受け、護衛の第112号海防艦が沈没、本船は無傷であった。
  - 8月13日 ソ連軍南樺太侵攻に伴い樺太からの引き揚げ輸送を開始する。
  - 8月23日 大泊港からの最終便となり、翌朝の稚内港入港をもって航路消滅する。
  - 11月29日 青函航路に就航[16]。
- 1952年9月 広島鉄道管理局に転属。貨物船となり、室蘭 - 川崎 - 戸畑間の石炭の輸送に当たる。
- 1954年10月14日 - 12月24日 洞爺丸台風のため青函連絡船で再度旅客輸送に当たる。
- 1958年11月 - 1965年6月 石炭輸送と昌慶丸の後継の訓練船を兼任する。
- 1965年
  - 8月11日 退役。
  - 10月13日 三菱商事に売却され解体[1]。

### 訓練船
洞爺丸事故及び紫雲丸事故の後1955年6月に設けられた「臨時日本国有鉄道連絡船改善対策審議会」の答申により非常時訓練の必要性が指摘されたことから、元関釜連絡船の昌慶丸を函館に繋留の上で訓練に使用（1956年3月 - 1958年11月）。その後、石炭輸送に復帰した宗谷丸の外洋航海中に訓練を行なうようになった。

### 南極観測船候補
戦後、南極観測が実施される際に宗谷丸も改造候補の一つに挙がったが、最終的には旧海軍の特務艦で海上保安庁（灯台守）の灯台見回り船であった「宗谷」が改造されることとなった。

## 記念物
- 稚内港の稚泊航路記念碑には宗谷丸の模造号鐘が展示されている。
- 稚内駅には宗谷丸の絵が展示されている。